# Рявкин, Александр Юрьевич
Александр Юрьевич Рявкин (род. 18 февраля 1976, Каменск-Уральский Свердловской области) — российский предприниматель и политический деятель, основатель ГК «ДЭНАС МС», основатель и лидер политической партии «Свободная Россия» и «Гражданская сила» (2002—2014), заместитель Председателя Правительства Орловской области — руководитель Представительства Орловской области при Правительстве Российской Федерации (2014—2015).

## Биография
D 
Александр Рявкин родился 18 февраля 1976 года в городе Каменск-Уральский Свердловской области в семье потомственных врачей. В 1993 году с серебряной медалью окончил среднюю школу.

### Работа в бизнесе
В 1996—1998 годах основал и возглавил медицинский центр «Уральский медицинский альянс», который занимался разработкой и внедрением современной медицинской техники.
В 1998— 2007 годах президент медицинской корпорации «ДЭНАС МС», предприятия по производству и распространению ИЧМС-аппаратов безмедикаментозного лечения, получивших название «ДЭНАС». В 1999 году с отличием закончил Уральскую Государственную медицинскую Академию по специальности врач-невропатолог.
В 2006 году издание Forbes отмечало, что у владельцев компании, братьев Александра и Сергея Рявкиных, «достаточно средств для финансирования собственных разработок и создания новых моделей», широкое распространение которых среди населения осуществлялось через сеть независимых агентов по принципу сетевого маркетинга.
В 2007 году Александр Рявкин передал оперативное управление бизнесом брату-близнецу Сергею Рявкину. Александр остался в числе акционеров корпорации «ДЭНАС МС» и сконцентрировался на политической деятельности.

В октября 2016 года Faberlic поглотил «ДЭНАС МС», причем дистрибьюторы ДЭНАС "были шокированы" данным фактом.
Это лишний раз говорит о том, какие мы на самом деле партнеры — продали, как крепостных новому барину!

В 2017 году в Екатеринбурге жители домов с улицы Постовского подали заявление в СКР по Свердловской области против строительства дома на пятачке их двора.
На участке земли, принадлежащей корпорации «Дэнас», президентом которой является скандально известный бизнесмен и политик Александр Рявкин, собрались строить дом-книжку — 25-этажное и 16-этажное строения. Тревогу забили жители домов на Постовского, 17 и 19, так как новостройка будет вплотную примыкать к ним. Люди уже устраивали акции протеста и грозились ложиться под строительную технику
В 2018 году осуществил продажу на исключительное право на изобретение по патенту РФ № 2271193 (устройство для массажа полых органов)
В апреле 2022 года руководство Network Expert обвинило Александра Рявкина в неэтичном поведении нарушающим этику, правила уважительных взаимоотношений и просто человеческие правила поведения между MLM-предпринимателями.

### Политическая деятельность
В 2002 году на учредительном съезде «Российской сетевой партии поддержки малого и среднего бизнеса», А.Рявкин был избран председателем её Федерального политического совета.
Осенью 2003 года Рявкин выдвинул свою кандидатуру на выборах в Государственную Думу РФ по Каменск-Уральскому округу. По итогам голосования набрал 73500 голосов избирателей (35 %), уступив победителю всего 5 голосов.
В 2004 году на втором съезде возглавляемой А.Рявкиным партии было принято решение о переименовании её в партию «Свободная Россия». Высший совет партии в декабре 2006 г. возглавил представитель правительства РФ в высших судах Михаил Барщевский, Александр Рявкин сохранил за собой пост председателя Федерального политсовета. Сама же партия в марте 2007 г. была переименована в ВПП Гражданская сила. В Высший совет партии, помимо А.Рявкина и М.Барщевского, вошли журналист Максим Кононенко (Mr.Parker), телеведущий Валдис Пельш, писатели Эдуард Успенский, Татьяна Устинова, Леонид Жуховицкий, драматург Марк Розовский, предприниматели Ефим Басин, брат Аркадия Дворкович (Михаил Двокович), Сергей Абрамов и Байрам Алиев. По словам генерального директора екатеринбургской группы «Медиа-Консалтинг» Федора Крашенинникова, в итоге А.Рявкину удалось создать «готовую партию с удачным брендом».
На парламентских выборах 2 декабря 2007 года «Гражданская сила» получила поддержку почти одного миллиона избирателей РФ, но не сумела преодолеть 7%-й барьер и в Государственную Думу не прошла.
В ноябре 2008 года после роспуска СПС, ДПР и «Гражданской силы», стал одним из учредителем объединённой партии Правое дело.
После либерализации российского партийного законодательства весной 2012 года А.Рявкин выступил с инициативой по воссозданию партии «Гражданская сила» и вышел из «Правого дела». 7 июня 2012 партия под его председательством была зарегистрирована Минюстом России.
9 июля 2014 г. на съезде партии «Гражданская сила» Александр Рявкин сложил с себя полномочия лидера «Гражданской силы» и заявил о выходе из партии, уступив пост директору строительной компании ООО НПФ «ЕвроСтрой» Олегу Сидорову.
В конце 2018 года вступил в Российскую экологическую партию «Зелёные», в которой был назначен первым заместителем председателя А. А.Панфилова, потратив за полтора года на содержание исполкома партии около 30 млн.руб.

### На госслужбе
10 июля 2014 года Александр Рявкин был назначен заместителем Председателя Правительства Орловской области — руководителем Представительства Орловской области при Правительстве Российской Федерации.
В 2015 году возмущение жителей Орловской области вызвал пост Рявкина в Facebook с празднования Нового года в Карловых Варах, где в подписи к фотографии Александр Рявкин восторженно отзывался о подаваемых к его столу винах и «божественном фуа-гра». .
13 февраля 2015 года Александр Рявкин написал заявление об уходе с занимаемой должности по собственному желанию.

### Благотворительная деятельность
16 февраля 2015 года Александр Рявкин организовал возглавил благотворительный фонд «Белая трость», став её президентом.
22 апреля 2015 года в рамках открывшейся в Москве пятой Международной специализированной выставки реабилитационного оборудования и технологий «Интеграция. Жизнь. Общество.» (Integration. Life. Society.) в ходе рабочей встречи А. Ю. Рявкина и президента Всероссийское общество слепых А. Я. Неумывакина Благотворительный фонд «Белая трость» и «Всероссийское общество слепых» договорились о совместной работе по реализации широкого спектра долгосрочных программ и проектов в сфере формирования доступной среды для слепых и слабовидящих людей, а также иных маломобильных групп населения.
На базе возглавляемого А. Ю. Рявкиным фонда осенью 2015 года началось создание Испытательного центра технических средств реабилитации (ТСР). Партнёром фонда в этом деле выступит сертификационный центр «Рубикон», который является уполномоченным органом системы сертификации работ по формированию безбарьерной среды для маломобильных групп граждан.
22 апреля 2017 года Александр Рявкин на съезде в Москве был избран президентом Общероссийской общественной организации «Всероссийское общество слабовидящих» (ВОС).
В 2019 году возглавил Общероссийскую общественную организацию «Российская экологическая независимая  экспертиза».

### Судебные разбирательства
В 2003 году кандидат в депутаты Госдумы по Каменск-Уральскому округу Константина Цыбко обвинил Александра Рявкина в подкупе избирателей.
Определением Арбитражного суда города Москвы от 28.07.2021 по делу № А40-56255/21 заявление о признании банкротом ИП Рявкина Александра Юрьевича признано обоснованным.

## Личная жизнь
Награждён медалью Святой Великомученицы Екатерины III степени
Автор книг в жанре политического детектива: «Горячий айсберг 2011» ISBN 978-5-699-47791-3, «Любить — так королеву» ISBN 978-5-699-52549-2 и «Необитаемый рай» ISBN 978-5-699-59311-8.
Жена — Нина Сергеевна, врач-стоматолог. Сын — Александр 2002 года рождения. Брат-близнец — Сергей Генеральный директор компании ООО "ТРОНИТЕК" по производству  физиотерапевтических медицинских изделий, в прошлом руководитель корпорации ДЭНАС МС.